# Antonio Fernández Anta
Antonio Fernández Anta (Talavera de la Reina, 1965) es un investigador e ingeniero informático español especializado en modelos de redes de adversario y computación distribuida. Impulsó junto a Rosa Elvira Lillo el proyecto Corona Surveys para el seguimiento del COVID-19.

## Trayectoria
Fernández Anta fue alumno del IES Padre Juan de Mariana, estudió ingeniería informática y está licenciado en 1991 por la Universidad Politécnica de Madrid. Estudió el doctorado en ciencias de la computación y se doctoró en 1994 en la Universidad de Luisiana en Lafayette con una beca del Programa Fulbright. Entre 1995 y 1997 realizó una estancia posdoctoral en el Instituto de Tecnología de Massachusetts (MIT). Ha impartido docencia en instituciones y universidades nacionales e internacionales como la Universidad de Connecticut o la Universidad Rey Juan Carlos. Desde 2010 Fernández Anta es investigador del Instituto Madrileño de Estudios Avanzados (IMDEA) Networks donde desarrolla varias líneas de investigación sobre computación distribuida y telecomunicaciones.
Fernández Anta es autor de numerosas publicaciones científicas, artículos, comunicaciones y libros. De 2013 a 2015 presidió simposio internacional de computación distribuida, DISC (The International Symposium on DIStributed Computing) un foro internacional especializado en redes distribuidas. En 2019 recibió el premio Aritmel por sus investigaciones y aportaciones en modelos de redes de adversario, computación distribuida y consumos energéticos en sistemas de computación.

### Proyecto Corona Surveys
Fernández Anta impulsó un estudio para estimar la incidencia del COVID-19, como investigador del Instituto IMDEA Networks. El proyecto @coronasurveys analiza el impacto de la pandemia en unos 150 países y 60 idiomas diferentes, con encuestas en las redes sociales. Los test aportan datos locales, mientras que con las encuestas se tiene una visión global de la evolución pandémica. Esto facilita gestionar medidas para combatir el COVID-19, al ofrecer datos de la situación tanto a los gobiernos como a los científicos.
El proyecto @CoronaSurveys proporciona datos para “medir el iceberg”. Según los investigadores: “Este objetivo es totalmente gráfico: hay una punta del iceberg que se ve y que es el número de casos confirmados, pero debajo de esa punta, sumergido bajo las aguas, está el resto del bloque de hielo, de una dimensión incierta, y que puede hacer naufragar un buque que desconozca su tamaño real”.

## Publicaciones seleccionadas

### Tesis
- 1994 Homogeneous Product Networks for Processor Interconnection[12]

### Libros
- 2014 A measurement-based analysis of the energy consumption of data center servers, en colaboración con Jordi Arjona Aroca, Angelos Chatzipapas, Vincenzo Mancuso. Libro Proceedings of the 5th international conference on Future energy systems, ISBN 978-1-4503-2819-7 Páginas 63-74[13][14]
- 2021 Principles of Blockchain Systems, en colaboración con Chryssis Georgiou, Maurice Herlihy y Maria Potop-Butucaru. ISBN 9781636391687[15]

## Reconocimientos
- 2013 a 2015 Presidente del comité directivo de DISC (The International Symposium on DIStributed Computing)[8]
- 2019 Premio Aritmel de la sociedad científica informática de España y BBVA[9]